# ラジエーションハウス
『ラジエーションハウス』は、原作：横幕智裕、作画：モリタイシによる日本の漫画。『ラジハ』とも。『グランドジャンプ』（集英社）にて、2015年22号から連載中。X線撮影などで病変を写す診療放射線技師と画像診断をする放射線科医の活躍を描く。2019年にフジテレビ系「月9」枠にてテレビドラマ化され（全11話＋特別編1話）、2021年には第2作が放送。2022年には劇場版が公開されることも発表された。2025年4月時点で、単行本の累計部数は320万部を突破している。

## 登場人物

### 医療従事者
五十嵐唯織（いがらし いおり）
本作の主人公。医師免許を取得しているが、幼少期の杏との約束を大切にして診療放射線技師として働く。天才的な読影技術とセンスを持ち、読影から病原を見つけ出す能力が高い。同調性に欠け、単独で患者に接触しながら周りを巻き込んで治癒へと導くために行動する。院長から引き抜かれて甘春総合病院に赴任する。
甘春杏（あまかす あん）
本作のヒロイン。甘春総合病院・放射線科医。院長の父親も放射線科医。技師は撮るだけ、診断するのは医師の仕事と考えていたが、唯織との仕事を通じて考えを改める。唯織とは幼馴染だが、本人は覚えていない。
広瀬裕乃（ひろせ ひろの）
甘春総合病院・新人診療放射線技師。周囲の人々の優秀さに圧倒されつつも、自分の仕事を懸命にこなしている。唯織のことが気になっている。
小野寺俊夫（おのでら としお）
甘春総合病院・診療放射線技師長。マイペースで適当に見えるが、実は熱血漢で部下思い。
鏑木安富（かぶらぎ やすとみ）
甘春総合病院・診療部長兼放射線科長。院長の座を得るべく放射線科の点数稼ぎを考え、患者の利益と反する部分も。
黒羽たまき（くろはね たまき）
甘春総合病院・診療放射線技師。バイセクシャルである。悠木に無理矢理お酒を飲ませて女装させたり、セクハラをした軒下に制裁を与えたりとドSな一面も持ち合わせている。
悠木倫（ゆうき りん）
甘春総合病院・診療放射線技師。パーツオタクで酔うと女装癖が出る。そのため、お酒は自分から飲まない。
軒下吾郎（のきした ごろう）
甘春総合病院・診療放射線技師。裕乃にセクハラをしてはたまきに制裁を与えられている。マッチングアプリで彼女探しをしている。性格は悪いが、技師としての実力は良い。
威能圭（いのう けい）
甘春総合病院・診療放射線技師。Ai（死亡時画像診断）のスペシャリスト。口数は少ないが、喋ると「イケボ（＝イケメンボイス、美声）」であり、女性を魅了させたり、女性と相席もしている。
大森渚（おおもり なぎさ）
甘春総合病院院長。優しく接する母のような存在。アメリカのピレス教授の講義で唯織と出会い、彼を採用する。唯一、唯織が医師免許を持っていることを知っている。
辻村駿太郎（つじむら しゅんたろう）
京北大学の整形外科医。週に3回、外来で甘春総合病院を訪れており、他にもプロサッカーチームの契約ドクターと、ボランティアでスポーツ少年団のドクターも行っている。外見は2枚目で爽やか紳士だが、内面は強烈なドM。唯織と杏が二人でいるところを目撃し、同時に唯織が放射線技師だと知る。唯織の恋のライバル。
新井一貫（あらい いつかん）
甘春総合病院・外科長。
本山史郎（もとやま しろう）
甘春総合病院・病理科長。
武田博文（たけだ ひろふみ）
国内大手医療機器メーカー 田島メディカル営業主任。MR資格を持っている。パワフルな性格で現場主義。
奈良幸太郎（なら こうたろう）
東都大学病院の放射線科医。甘春総合病院へは派遣で来ている。医師としてのプライドがかなり高く、技師の意見は聞かない性格。

### 患者
菊島亨（きくじま とおる）
「病の写真家」編の患者。写真家。頭痛を訴え、甘春総合病院へやってくる。最初は銀歯があったため、CT、MRI共にアーチファクトが起きてしまい、彼には造影剤アレルギーがあること、甘春総合病院には歯科が無いことから窮地に立たされる。以前、脳動脈瘤の手術を受けており、再破裂が考えられ、時間がないと思い、杏が造影剤を使おうとした。しかし唯織が位相画像を使いアーチファクトを取り除いたことで、彼の病気が判明する。彼が侵されていたのはウェステルマン肺吸虫と呼ばれる寄生虫で、撮影旅行のためにボリビアを訪れ、現地の生の蟹を食べたことが原因で感染してしまった。その後、菊島の病気は治り、唯織に感謝の手紙を送る。娘の結婚写真でワールドグラフィック賞の金賞も受賞する。
蛭田真貴（ひるだ まき）
「ヒルダとマキシマム」編の患者。夫の四郎とは幼馴染で、今でもゲームを楽しむ仲である。人間ドックでしこりが見つかり、乳がんの検診を受けるために甘春総合病院を訪れる。最初、裕乃がマンモグラフィーで撮影を行い、乳がんが疑われたが、次に唯織が乳房をしっかり潰して撮影した結果、真貴の胸にあったのはRSLと呼ばれるレアな良性腫瘍だった。その後、検査結果は経過観察となり、二人の幸せな日々が戻った。
千葉健太郎（ちば けんたろう）
「1 / 50万の少年」編の患者。美佐子の息子で、膝の痛みを訴える。最初は成長痛だと診断されるが、本人は本当は成長痛ではないかもしれないと言う。母子家庭で美佐子は毎日仕事のため、構ってほしさに大げさに痛がっていた。しかし唯織が健太郎や美佐子から美佐子の母が脳腫瘍、姉が白血病で亡くなったことを知り、千葉の家系がリ・フラウメニ症候群の可能性があると考え、健太郎の膝をT2強調画像とT1強調画像で見比べた結果、彼の膝の痛みの原因が骨肉腫であることが判明する。早期発見できたため、凍結療法で治療することとなり、大事には至らなかった。
千葉美佐子（ちば みさこ）
「雪原の白兎」編の患者。健太郎の母親で婦人誌の編集者。小柴伸一郎と結婚していたが、病気が見つかった後に離婚してしまう。以前、乳がんを患い乳房を片方全摘している。それ以来、再発のリスクを考え、毎年マンモグラフィー検査を受けている。最初は唯織が触診をしてしまい、敵対心を見せていたが、健太郎の病気が判明した後は和解する。マンモグラフィーの検査結果は異常なしだったが、千葉の家系がリ・フラウメニ症候群であり、デンスブレストの患者でもあったため、乳がんがある可能性を否定できなかった唯織が美佐子にデンスブレストについて話し、超音波検査を受けてほしいと伝える。超音波検査の結果も異常なしだったが、まだ乳がんが隠れているかもしれないと思った唯織は今度は造影剤を使ったMRI検査を提案する。これ以上の検査は患者の負担になると杏が言うが、唯織はそれでもリ・フラウメニ症候群かつデンスブレストの美佐子の体にがんが無いとはとても言い切れないと思っていたので、自分が責任を持って検査時間外に行うという約束で造影MRI検査を行った結果、美佐子の胸にクモの巣状の非浸潤性乳がんがあったことが判明する。その後、もう片方の乳房も全摘しなければならなくなってしまったが、伸一郎と再婚を誓い、後日デンスブレストを記事に掲載する。
坂元美月（さかもと みつき）
「FLY AGAIN」編の患者。ザ・カーテンライズのギタリスト。右肩の痛みを訴え、藤江クリニックから甘春総合病院にやってくる。単純撮影では骨による異常がなく、肩鍵盤断裂が疑われたが、原因となるものが見当たらないため、痛みの原因が全く分からない状況となっていた。ここで使われた写真はあまり慣れていない人が撮影したためか、関節の抜けが甘い状態となっており、すぐに痛みを取りたい美月の希望もあったので再撮影することに。その後裕乃とぶつかってしまったが、その時聴いていた楽曲「FLY AGAIN」により二人は打ち解ける。裕乃は美月の最後のライブを成功させたいという思いから、自分のかつての思いをさせたくないと考え、単純撮影を行う。その際、裕乃は照射野を広げて撮影を行った。すぐに軒下がトリミングしたが、何とかしてあげてほしいと言う裕乃の言葉を聞いた杏が唯織の意見も聞いてみたいと言い、彼を呼ぶ。そこで写真を見た唯織は、トリミングがしてあるところから裕乃に、何故わざわざ設定を変えてまで広範囲で撮影をしたのか聞いたところ、美月が肩だけでなく、背中にかけて痛そうにさすっていたことから、唯織がトリミングされた写真を元に戻してS値を少しずつ上げてみたところ、肺尖部の濃度が他の肺野に比べてわずかに黒いことから、美月を今度は胸部の条件で再撮影を行った。その結果、痛みの原因は気胸だと判明した。痛みが出てからしばらく経っているため、胸腔ドレナージを検討することになった。早くて2・3日、長くて一週間で日常生活に復帰でき、その後、ザ・カーテンライズの最後のライブを成功させることができた。
藤本直樹（ふじもと なおき）
「死者からのメッセージ」編の患者。藤本家の長男で、家の近所の空き地で倒れているところを弟の雄太に発見され、その後死亡が確認された。再婚を快く思っていなかった時があり、父の勝彦には反抗気味で、夜遊びもするようになり、母の歩美の財布から金を抜き取ることもあった。最初は死因に繋がる外傷や持病がなく、上空にボールを投げ自らキャッチする練習を最近していたため、心臓震盪が考えられた。最初は勝彦と歩美がAiを拒否していたが、小野寺に諭された歩美がAiを承諾する。スライス厚1mmと5mm、肺野や3D、MPRなどの再構成画像、合わせて2000枚もの写真をチェックした結果、脳や心臓に異常は無く肝臓に肝右葉前側区挫傷があったことから、直樹の死因は肝臓破裂による出血性ショックだと判明する。ボール程度では肝臓は破裂しないので、事故あるいは殺人が確定する。直樹の腕には痣があり、裕乃は虐待の可能性を考える。小野寺たちは警察に連絡した後、勝彦と歩美にこのことを報告するが、聞き込みにて勝彦を怒らせてしまう。唯織と裕乃はロビーにて雄太と出会い、そこで雄太と直樹はよくキャッチボールをしていたことを知り、腕の痣はキャッチボール中に出来たものと判明し、当時雄太は直樹から財布を忘れたから持ってきてほしいと頼まれたことを知る。二人は藤本家の近所に住む山村とも会う。その直後唯織は肝臓破裂について調べ、直樹は空き地で何者かに左手でのリバーブローのような打撃を受けたのではないかと話す。勝彦はまたしても怒り出すが、右利きかつ格闘技の経験もないため、彼は犯人ではなかった。唯織は犯人は山村だと言い当てる。山村の手には空手をやっている人に見られる拳ダコがあり、右ポケットに入れていた携帯電話をわざわざ左手に持ち替えて操作し、また右ポケットに戻したこと、唯織が右上に狙って投げたボールをあえてバックハンドの体制を取り左手でキャッチしたこと、前述の雄太の財布の話から、直樹の持ち物には財布があり、逆に携帯電話がなかったこと、左ポケットに直樹の携帯電話を持っているかもしれないと思い、勝彦の携帯電話から直樹にかけると山村の左ポケットから着信が入り、その携帯電話は直樹のものだったこと、そしてそこに入っていたメールのやり取りが決定的証拠になった。山村も父親の存在を快く思っておらず、直樹のことは仲間だと思っていたが、彼が家族に迷惑をかけたくないと言い出したことで裏切られたと思い、空き地で肝臓部を思い切り殴ってしまった。その後、直樹の遺体は司法解剖に回され、山村は警察署へと連行された。直樹は反抗気味の勝彦とは親孝行したいと思っていたようで、携帯電話の勝彦の着信履歴には「お父さん」と書かれていた。
篠原正男（しのはら まさお）
「ラビリンスを越えて」編の患者。会社社長。勤務先でめまいを訴え、有意識で救急搬送される。症状から消化管出血が疑われ、血液検査をしたところ、貧血の症状が見られるため、造影CT検査を実施する。篠原は大腸がんの治療中でS状結腸にこぶし大の腫瘍があったため、大腸がんが原因で出血した可能性が高かった。止血を急ぐためにIVRを提案するが、鏑木はシンポジウムで不在であり、杏や奈良も一人でのIVRの経験が無かったが、鏑木を待つ余裕はないと考えた唯織に同調した杏が自分がやると決意する。慎重にカテーテルを入れていきS状結腸動脈に入り、大腸の治療を完了させる。ところが出血は止まっていなかった。厳しい状況に奈良は怒り出すが、そこで落とした武田のカバンから飛び出た「外科医六人に黒い影」という本から冷静になった唯織は、本当に出血していたのは小腸ではないかと考える。大腸がんという大きなファクトに囚われて、本当の原因が見えていなかったのである。唯織がサポートしながら慎重に小腸にカテーテルを入れていき、そこで出血の原因である血管奇形を発見する。コイル塞栓で止血させ、篠原のバイタルも安定し、無事IVRを成功させる。
魚谷久美（うおたに くみ）
「メモワールは霧の中」編の患者。急性脳症の疑いで甘春総合病院に９日前に救急搬送されてきた。その時のCT撮影では異常はなかったが、３日後にMRI撮影をした結果、ブライトツリーアピアランスが見られ、6日間の入院で治療を行ってきた。そしてこの日、MRIの再撮影を行い、ブライトツリーアピアランスが消失しているかのチェックを行うことになったが、検査中に突然クエンチが発生してしまい、ヘリウムガスがMRI室に逆流してしまう。MRI室の気圧が上がり、さらに、扉が両方内開きなため、杏と久美は閉じ込められてしまう。酸素濃度が下がり、二人に命の危険が出てくる。ガラスを割って中のヘリウムを外に出すことになり、鏑木が大切にしていたトロフィーを使って、ガラスを割り、中からガスを抜く。これで扉が開き、杏と久美は救出された。命に別状はなく、クエンチが起きる前に撮影されたMRI画像からブライトツリーアピアランスの所見がなくなっており、退院することができた。
森山（もりやま）
「The invisible pain」編の患者。飲み屋の階段から転落し外傷を負ってしまい、付き人がタクシーで甘春総合病院へと運ぶ。かなり酔っており、大声を出し暴れ出すため当直の裕乃は悪戦苦闘する。CT撮影と胸、腹、頸、腰、大腿部正面の単純撮影を一人で自力で終え、そこからは軒下と一緒に残りの撮影を進めていく。軒下の技師としての観察眼から、森山の骨折部位は大腿骨頸部と判明。オーダーには無いが、フラットパネルを使った撮影を行うこととなる。最初はラウエンシュタイン法で行おうとするも、森山が痛がるので横からの股関節軸位撮影法に変更。暴れる森山の攻撃を受けながらも体勢をセット、裕乃の撮影でしっかりとした画像撮影に成功する。
若井陽子（わかい ようこ）
「Trick or treat」編の患者。右下腹部の痛みを訴え内科を受診。虫垂炎もしくは大腸憩室炎を疑い、造影CT検査を実施。その結果奈良の診断のもと、虫垂の腫大を確認。虫垂炎と診断された。だがここで唯織はカンファレンスに遅刻をした上に、上記の奈良の診断に疑問を投げかけ、奈良を怒らせてしまう。後ほど杏がCT画像を確認。虫垂炎だと考えるも違和感を感じ、唯織に確認をとる。唯織が気づいた違和感とは、虫垂炎にしては虫垂に濁りがなかったことである。陽子が本当に侵されていた病気は虫垂腫瘍だった。虫垂腫瘍は痛みを伴わないが、痛む原因として回腸末端炎との併発が考えられた。次の日、MRIによる再検査を行った結果、虫垂腫瘍と回腸末端炎の併発だと確定。回腸末端炎は自然に治ることが多いので経過観察、虫垂腫瘍は粘液で膨れており、破裂すると最悪の場合子供が出来なくなる可能性があるので、すぐに手術する必要が出てきた。夫の裕一との子供を欲しがっていたが、お金のことなど心配事ばかりでなかなか言えずにいたが、今回の件で祐一の後押しもあり、手術を受けることになった。

## 焦点となるモダリティ
本作では、一つのストーリーについて一つのサブタイトルがつけられ物語が進行する。各サブタイトルでは放射線科医や診療放射線技師が業務として取り扱う放射線診療装置（モダリティ）が登場し、それぞれ物語の重要な役割を担う。以下にサブタイトルとともにモダリティをまとめる。
| サブタイトル         | モダリティ                                         | 巻数       |
| -------------------- | -------------------------------------------------- | ---------- |
| 病の写真家           | MRI                                                | 第1巻      |
| ヒルダとマキシマム   | マンモグラフィ                                     | 第1巻      |
| 1 / 50万の少年       | 一般撮影、MRI                                      | 第2巻      |
| 雪原の白兎           | マンモグラフィ、超音波検査、造影MRI                | 第2巻      |
| FLY AGAIN            | 一般撮影                                           | 第3巻      |
| 死者からのメッセージ | Ai（死亡時画像診断）                               | 第4 - 5巻  |
| ラビリンスを超えて   | 造影CT、血管造影（IVR）                            | 第6巻      |
| メモワールは霧の中   | MRIクエンチ                                        | 第7巻      |
| The invisible pain   | 救急撮影                                           | 第8巻      |
| Trick or treat       | 造影CT、MRI                                        | 第8巻      |
| Remember me          | （過去回想編、登場するモダリティなどなし）         | 第9巻      |
| 復活の血             | スポーツ医療、MRミエログラフィ、脳槽シンチグラフィ | 第9 - 10巻 |
| つかの間の帰郷       | MRI異物、IVR                                       | 第10巻     |
| ブレンドハーモニー   | 医薬情報担当者                                     | 第10巻     |

## 書誌情報
- 原作：横幕智裕・作画：モリタイシ『ラジエーションハウス』集英社〈ヤングジャンプ・コミックス〉、既刊18巻（2025年5月19日現在）
  1. 2016年6月17日発売[6]、ISBN 978-4-08-890465-8
  2. 2016年10月19日発売[7]、ISBN 978-4-08-890516-7
  3. 2017年3月17日発売[8]、ISBN 978-4-08-890621-8
  4. 2017年8月18日発売[9]、ISBN 978-4-08-890737-6
  5. 2018年1月19日発売[10]、ISBN 978-4-08-890851-9
  6. 2018年7月19日発売[11]、ISBN 978-4-08-891081-9
  7. 2019年3月19日発売[12]、ISBN 978-4-08-891160-1
  8. 2019年6月19日発売[13]、ISBN 978-4-08-891305-6
  9. 2020年1月17日発売[14]、ISBN 978-4-08-891472-5
  10. 2020年12月18日発売[15]、ISBN 978-4-08-891744-3
  11. 2021年9月17日発売[16]、ISBN 978-4-08-892042-9
  12. 2021年12月17日発売[17]、ISBN 978-4-08-892179-2
  13. 2022年7月19日発売[18]、ISBN 978-4-08-892385-7
  14. 2023年2月17日発売[19]、ISBN 978-4-08-892611-7
  15. 2023年9月19日発売[20]、ISBN 978-4-08-892807-4
  16. 2024年5月17日発売[21]、ISBN 978-4-08-893243-9
  17. 2024年11月19日発売[22]、ISBN 978-4-08-893453-2
  18. 2025年5月19日発売[23]、ISBN 978-4-08-893673-4

## テレビドラマ
『ラジエーションハウス〜放射線科の診断レポート〜』（ラジエーションハウス ほうしゃせんかのしんだんレポート）のタイトルで、フジテレビ系「月9」枠にて2019年4月8日から6月17日まで放送された。主演は窪田正孝。また、窪田は『SUMMER NUDE』（2013年7月期）以来、約6年ぶりの月9出演、また、今作にて、自身5年連続で連ドラの主演となる。
最終回翌週の6月24日には2時間スペシャルで『ラジエーションハウス 特別編〜旅立ち〜』が放送された。本作が平成最後の月9作品であり、令和最初の月9作品でもある。
2021年10月4日から12月13日まで、続編となる『ラジエーションハウスII〜放射線科の診断レポート〜』（ラジエーションハウスツー ほうしゃせんかのしんだんレポート）が同じく「月9」枠にて放送され、前作に続いて窪田が主演を務めた。
最終回翌週の12月20日には特別編が放送された。第1シーズンは原作の話をもとに製作されたが、第2シーズンからはオリジナルストーリーである。

### キャスト

#### 甘春総合病院
- ラジエーションハウスの席順は、正面左側からたまき→軒下→威能→悠木→裕乃→五十嵐の順で、たまきの後ろに技師長の小野寺の席となる。第2シリーズは軒下と威能の間に田中が座り、威能から後は第1シリーズから1列ずつずれている。ラジエーションハウス内ではたまきが小野寺に次ぐナンバー2の位置付けで、小野寺不在時はたまきが技師長代理を務める。
- 五十嵐唯織 - 窪田正孝（幼少期：金井凛空）

放射線技師（第1シリーズ）→ワシントン大学（第2シリーズ開始直前まで）→放射線技師（第2シリーズ）
- 甘春杏 - 本田翼[27][28]（幼少期：大島美優）

放射線科医師（第1シリーズ）→遠隔画像診断センター（第2シリーズ序盤）→放射線科医師（第2シリーズ）
- 広瀬裕乃 - 広瀬アリス[29][28]

新人の放射線技師
- 軒下五郎 - 浜野謙太[30][28]

放射線技師（第1シリーズ）→オリオンメディカルクリニック（第2シリーズ序盤）→放射線技師（第2シリーズ）
- 威能圭 - 丸山智己[30][28]

放射線技師（第1シリーズ）→相英大学医学部附属病院AIセンター（第2シリーズ序盤）→放射線技師（第2シリーズ）
- 悠木倫 - 矢野聖人[30][28]

放射線技師（第1シリーズ）→麗洋医科大学病院（第2シリーズ序盤）→放射線技師（第2シリーズ）
- 黒羽たまき - 山口紗弥加[30][28]

放射線技師（第1シリーズ）→白金乳腺クリニック（第2シリーズ序盤）→放射線技師（第2シリーズ）
- 小野寺俊夫 - 遠藤憲一[30][28]

放射線技師長
- 辻村駿太郎 - 鈴木伸之[31][28]

整形外科医師（第1シリーズ〜第2シリーズ6話）→救急科医師（第2シリーズ6話終盤以降）
- 鏑木安富 - 浅野和之[30][28]

診療部長兼放射線科長（第1シリーズ）→副院長（第2シリーズ）
- 大森渚 - 和久井映見[30][28]

院長（第1シリーズ）→ワシントン大学（第1シリーズ終了後）→循環器内科長（第2シリーズ）
- 田中福男 - 八嶋智人（第2シリーズ、ナレーションも第1シリーズから引き続き担当）[32]（幼少期：鈴木かつき）

五十嵐の後任の放射線技師、五十嵐が復帰後もそのまま在籍
- 南里美 - 浅見姫香[33]

看護師
- 灰島将人 - 髙嶋政宏（第2シリーズ）[34]

大森の後任の院長
- 院内売店「さくらショップ」のおばちゃん - 朝丘真理

#### その他
- 甘春正一 - 佐戸井けん太（第1シリーズ第6・10話 - 最終話・第2シリーズ第1・7話）[35][36]

大森の前任の甘春総合病院院長で、杏の父親
- 辻村丈介 - 名高達男[37]

麗洋医科大学教授で、辻村駿太郎の父親

#### ゲスト

##### 第1シリーズ
STORY#01
- 天野明（バス運転手） - 春海四方
- 菊島亨（写真家） - イッセー尾形（特別編・第2シリーズ第1話）
- 菊島由美（亨の娘） - 森矢カンナ（第1シリーズ時点）→森カンナ（第2シリーズ時点）（第2シリーズ第1話）
- 藤堂医師（甘春総合病院の医師） - 岩崎う大（最終話）

STORY#02
- 千葉美佐子 - 中越典子
- 千葉健太郎（美佐子の息子） - 石田星空
- 金田会長（金田製薬の会長） - 鶴田忍
- 金田富恵（会長夫人） - 宮田早苗
- 小野寺大樹（俊夫の息子） - 田中奏生（第10話 - 最終話、第2シリーズ特別編）

STORY#03
- 葉山今日子（女性誌の編集者） - 内山理名
- 平田公太（今日子の婚約者） - 松下洸平
- 谷山医師（今日子の担当医） - 小松和重（第7話）

STORY#04
- 坂元美月（大学生・ガールズバンドのギター担当） - 山本舞香
- 千秋 - 青谷優衣
- 監督 - 柾賢志
- 沙也加（裕乃の友人） - 華村あすか
- 美紀（裕乃の友人） - 豊泉志織
- 恭子（裕乃の友人） - 眞嶋優
- えみ（裕乃の友人） - 駒澤清華
- 彩（美月のバンド仲間・ボーカル担当） - 佐藤ノア（suga/es）
- 数紗（美月のバンド仲間・ベース担当）  - おりはらまよ（suga/es）
- アズサ（美月のバンド仲間・ドラム担当） - 広瀬ちひろ（suga/es）

STORY#05
- 藤本勝彦 - 三浦誠己
- 藤本歩美 - 森脇英理子
- 藤本直樹 - 南出凌嘉
- 藤本雄太 - 斎藤汰鷹
- 山村肇 - 小林喜日
- 威能理佐子 - 大出菜々子

STORY#06
- 樫木香月 - 伊藤ゆみ
- 田中医師 - 伊藤正之
- 後藤莉奈 - 安藤聖
- 後藤沙里 - 中島琴音

STORY#07
- 蛭田真貴 - 松本若菜
- 蛭田志朗 - 篠原篤
- ユウカ - 穂志もえか
- 救急患者 - 山崎画大

STORY#08
- 若井陽子 - 佐藤めぐみ
- 若井祐一 - 板橋駿谷
- 魚谷久美 - 稲垣来泉
- 魚谷雅子 - 仲村瑠璃亜
- 魚谷亮介 - 伊藤祐輝

STORY#09
- 安野将司 - 中村梅雀

STORY#10
- 嶋田茜 - 西原亜希
- 嶋田和也 - 椎名一浩
- 嶋田光 - 高橋好史
- 鏑木加奈子 - 丸山ゆい（特別編）
- 鏑木聡子 - 梅沢昌代
- 野村医師 - 清水昭博

最終話
- 田中福男（新人放射線技師） - 八嶋智人（特別編）
- 伊藤医師（麗洋医科大学嘱託） - 東根作寿英

特別編
- 平山良平（投手） - 前田旺志郎
- 黒川守（医師） - 中島歩
- 高橋涼介（医療関係者） - 中尾明慶
- 鶴田夏葉（客室乗務員） - 須藤理彩
- 内田彩（客室乗務員） - 東加奈子
- 深澤（副操縦士） - 神田穣
- 工藤（機長） - 金田明夫

##### 第2シリーズ
STORY#01
- 宝生真凛（バイオリニスト） - 田中みな実
- 山中博也（新人放射線技師） - 賀屋壮也（かが屋）
- 浜松信夫（消化器内科医） - 信太昌之（第11話）
- 高輪貴史（腎臓内科医） - 今井朋彦（第11話）
- 代々木景子（眼科医） - 岩橋道子（第11話）
- 放射線技師 - 前野朋哉
- 放射線技師 - 大津尋葵

STORY#02
- 速川走太〈12〉（てんかんを持つ患者） - 長野蒼大
- 速川花恋〈11〉（走太の妹） - 白鳥玉季
- 速川叶恵（元陸上選手 速川兄妹の母） - 入山法子
- 速川一郎（元陸上選手 速川兄妹の父） - 眞島秀和
- 柳田哲平（自宅で負傷した患者） - きたろう
- 渋谷慎一（脳神経外科医 走太の担当医） - 野間口徹（第9話・第11話）

STORY#03
- 宮本すみれ（小学校教諭） - 堀田真由
- 荒井和真（宮本の幼なじみ） - 萩原利久
- 丸井耕吉（外来患者） - 温水洋一
- すみれの小学校の児童 - ゆきな、内田麗眞、白石紗羽

STORY#04
- 堀田成美（救急患者） - 臼田あさ美
- 堀田誠司（成美の夫） - 忍成修吾
- 黒羽るり子（たまきの母） - 中田喜子

STORY#05
- 元村（技術者） - 上島竜兵（ダチョウ倶楽部）
- 品川道夫（消化器外科医） - 登坂淳一
- 西園寺豊（帝光クリニック男性客） - 鈴木隆仁
- 帝光クリニック医師 - 吉田悟郎、富川一人、天野はな

STORY#06
- 武藤健（敏腕弁護士） - 片寄涼太（GENERATIONS from EXILE TRIBE）
- 曽根京子（医療過誤訴訟原告患者） - 澤井孝子
- 曽根息子 - 西山聡
- 江本医師（甘春総合病院救急科） - 野中隆光
- 甘春総合病院弁護士 - 小平伸一郎
- 武藤の同僚弁護士 - 田中穂先、中川あきら

STORY#07
- 今井陽一（末期がん患者） - 戸塚純貴
- 池田しずく（503号室の入院患者）- 伊藤歩（第9話・第10話）
- 今井の母 - 矢野暎約子

STORY#08
- 花倉乃愛（熊田大志が連れてきた女子高生） - 吉川愛
- 熊田大志（裕乃の高校時代の担任） - おかやまはじめ
- 花倉美桜（乃愛の妹） - 安藤ニコ

STORY#09
- 幸子（福男の元妻） - 猫背椿
- 山田福造（医療メーカーABCメディカルの営業マン） - 石井正則
- ボヌール（幸子の再婚相手のシェフ） - 厚切りジェイソン

STORY#10
- 郷田一平（唯織と杏と幼なじみの男） - 工藤阿須加（第11話）
- 池田大地（池田しずくの夫） - 森田甘路
- 都丸尚人（小児心臓外科医） - 浜田学
- 鳥飼医師（産婦人科医） - 須田邦裕
- 柴田医師 - 今里真
- 坂野医師 - 竹森千人（フラミンゴ）

最終話
- 巣鴨直也（呼吸器内科医） - 平原テツ
- 郷田紗良（郷田一平の娘） - 金子莉彩

特別編
- 姫野葵 - オカダ・カズチカ
- 相原（急患のホームレス男性） - 川島潤哉

### スタッフ（第1シリーズ）
- 原作 - 横幕智裕（原作）、モリタイシ（漫画）『ラジエーションハウス』（集英社「ヤングジャンプ・コミックスGJ」刊）
- 脚本 - 大北はるか、村上優、金沢達也、横幕智裕
- 音楽 - 服部隆之
- 主題歌 - MAN WITH A MISSION「Remember Me」（ソニー・ミュージックレコーズ）[80]
  - 原作漫画には連載時から同グループの「FLY AGAIN」が登場しており、第4話の広瀬裕乃の高校時代と絡ませた場面で、同曲のアレンジ版である「FLY AGAIN 2019」が使用された[81]。
- ナレーション - 八嶋智人[61]
- 医療監修 - 戸﨑光宏（相良病院附属プレストセンター）、五月女康作（東京大学 進化認知科学研究センター）
- 監修 - 松本尚（日本医科大学千葉北総病院）、原義明（日本医科大学）、塩田浩平、糸魚川善昭
- 医療指導 - 筑波メディカルセンター病院 放射線技術科、日本医科大学千葉北総病院 救命救急センター、太田黒崇信、阪本太吾、久城正紀（日本医科大学千葉北総病院）、川嶋寛（埼玉県立小児医療センター）、河内貞貴、森健作、嶺貴彦、中江竜太（日本医科大学）
- 技師指導 - 飯島佐織、石橋智通、今関雅晴、中山純一、糸屋沙央梨、小野浩二郎、篠田和哉、小林隆幸、長瀬拓也、小林智哉、櫻井常男、坂井上之、齋藤誠、竹林浩孝、池垣淳也、北川久、寺澤和晶、京谷勉輔
- 楽器指導 - Kuboty（TOTALFAT）
- 放射線科医指導・医療指導 - 森健作、齋田司（筑波大学附属病院）
- 看護指導 - 石田喜代美
- プロデュース - 中野利幸
- 演出 - 鈴木雅之、金井紘、野田悠介、関野宗紀、水戸祐介
- 制作著作 - フジテレビ

### スタッフ（第2シリーズ）
- 原作 - 横幕智裕（原作）、モリタイシ（漫画）『ラジエーションハウス』（集英社「ヤングジャンプ・コミックスGJ」刊）
- 脚本 - 大北はるか、神田優
- 音楽 - 服部隆之
- 主題歌 - MAN WITH A MISSION「Remember Me」（ソニー・ミュージックレコーズ）[82]
- ナレーション - 八嶋智人
- スーパーバイザー - 五月女康作（福島県立医科大学）
- 医療監修 - 齋田司（筑波大学附属病院）
- 台本監修 - 戸﨑光宏（相良病院）
- 監修 - 松本尚、原義明（日本医科大学）
- 技師監修 - 佐藤英介（順天堂大学）、今関雅晴（千葉県救急医療センター）、関口博之（青梅市立総合病院）、三輪建太（福島県立医科大学）、坂井上之（東千葉メディカルセンター）、小野浩二郎（千葉県こども病院）、赤津敏哉(順天堂大学医学部附属順天堂医院)
- 医療指導 - 日本医科大学千葉北総病院 救命救急センター、山本昌督（医療法人 清友会）、星誠一郎（セコメディック病院）
- 医療画像協力 - 福島県立医科大学、筑波大学附属病院、順天堂大学
- 看護指導 - 石田喜代美
- 企画 - 中野利幸
- プロデュース - 草ヶ谷大輔
- 演出 - 鈴木雅之、相沢秀幸、水戸祐介、清矢明子、西岡和宏
- 制作著作 - フジテレビ

### 放送日程

#### 第1シリーズの放送日程
- 第1話は21時 - 22時24分の30分拡大放送。
- 第2話と最終話は21時 - 22時9分の15分拡大放送。

| 話数                                                                         | 放送日  | サブタイトル                                                  | 脚本       | 演出              | 原作                                  | 診断結果（原因）                                   | 視聴率 |
| ---------------------------------------------------------------------------- | ------- | ------------------------------------------------------------- | ---------- | ----------------- | ------------------------------------- | -------------------------------------------------- | ------ |
| STORY#01                                                                     | 4月08日 | 視えない病を見つけ出せ! 命をかけた新たな医療ドラマが今始まる! | 大北はるか | 鈴木雅之          | 病の写真家                            | 寄生虫感染                                         | 12.7%  |
| STORY#02                                                                     | 4月15日 | 天才技師が救う命! 彼の秘密が今夜、明かされる!?                | 大北はるか | 鈴木雅之          | 1/50万の少年                          | 骨肉腫                                             | 12.3%  |
| STORY#03                                                                     | 4月22日 | 仲間に迫る、乳がんの危機!?                                    | 大北はるか | 金井紘            | 雪原の白兎                            | 乳がん                                             | 11.5%  |
| STORY#04                                                                     | 4月29日 | 夢を追いかける患者を救え!!                                    | 村上優     | 金井紘            | FLY AGAIN                             | 気胸                                               | 09.1%  |
| STORY#05                                                                     | 5月06日 | 絶世の美少年が死亡 犯人は誰!?                                 | 金沢達也   | 野田悠介          | 死者からのメッセージ                  | 肝臓破裂による出血性ショック （友人による暴行）    | 10.8%  |
| STORY#06                                                                     | 5月13日 | 運命の緊急手術!! この命を守れ                                 | 大北はるか | 鈴木雅之          | ラビリンスを越えて                    | 脾臓出血                                           | 13.2%  |
| STORY#07                                                                     | 5月20日 | 命を救う者達の選択 誇りの行方                                 | 村上優     | 金井紘            | ヒルダとマキシマム The invisible pain | CSL（良性腫瘍）                                    | 11.4%  |
| STORY#08                                                                     | 5月27日 | 二人の約束と暴かれる秘密!!                                    | 大北はるか | 関野宗紀          | メモワールは霧の中 trick or treat     | 二相性急性脳症 ブライトツリーアピアランス 虫垂腫瘍 | 13.3%  |
| STORY#09                                                                     | 6月03日 | 最強の対決!! 彼女は俺が守る!!                                 | 村上優     | 野田悠介          | ドラマオリジナル                      | 関節亜脱臼 スキルス胃がん                          | 11.5%  |
| STORY#10                                                                     | 6月10日 | もう一人の天才、現れる!?                                      | 大北はるか | 金井紘            | ドラマオリジナル                      | くる病 神経芽腫                                    | 13.3%  |
| STORY#11                                                                     | 6月17日 | 命懸けで守りたい約束!! 最後の選択と決断とは!?                 | 横幕智裕   | 鈴木雅之          | ドラマオリジナル                      | 低髄液圧症                                         | 13.8%  |
| 平均視聴率 12.1%（視聴率はビデオリサーチ調べ、関東地区・世帯・リアルタイム） |         |                                                               |            |                   |                                       |                                                    |        |
| 特別編                                                                       | 放送日  | タイトル                                                      | 脚本       | 演出              | 原作                                  | 診断結果（原因）                                   | 視聴率 |
| 特別編                                                                       | 6月24日 | ラジエーションハウス 特別編〜旅立ち〜                         | 大北はるか | 野田悠介 水戸祐介 | ドラマオリジナル                      | 遅発性アナフィラキシーショック 肺塞栓症 聴神経腫瘍 | 15.6%  |

#### ラジエーションハウスII〜放射線科の診断レポート〜
- 第1話は21時 - 22時24分の30分拡大放送。
- 第2話は21時 - 22時9分の15分拡大放送。

| 話数                                                                         | 放送日   | サブタイトル                                                   | 脚本       | 演出     | 原作                        | 診断結果（原因）                                         | 視聴率 |
| ---------------------------------------------------------------------------- | -------- | -------------------------------------------------------------- | ---------- | -------- | --------------------------- | -------------------------------------------------------- | ------ |
| STORY#01                                                                     | 10月04日 | 帰ってきた放射線科チームに解散の危機! 視えない病を診つけ出せ   | 大北はるか | 鈴木雅之 | ドラマオリジナル            | 一過性大腿骨頭萎縮症 ウェルニッケ脳症 ワレンベルグ症候群 | 11.3%  |
| STORY#02                                                                     | 10月11日 | 15分拡大SP 陸上の天才少年に悲劇 選ぶのは子供の未来か家族の夢か | 大北はるか | 相沢秀幸 | ドラマオリジナル            | てんかん                                                 | 09.8%  |
| STORY#03                                                                     | 10月18日 | 現れた美女は結婚詐欺師? 暴かれる哀しき秘密                     | 大北はるか | 相沢秀幸 | ドラマオリジナル            | 相貌失認（失顔症）肺放線菌症                             | 10.8%  |
| STORY#04                                                                     | 10月25日 | 結婚の条件を巡る母娘バトル! 私の幸せの形!                      | 大北はるか | 水戸祐介 | ドラマオリジナル            | 便秘 胸郭出口症候群                                      | 10.6%  |
| STORY#05                                                                     | 11月01日 | クビは誰だ! 仲間を守れ! 一泊二日温泉旅行!?                     | 大北はるか | 水戸祐介 | ドラマオリジナル            | 心筋梗塞                                                 | 11.1%  |
| STORY#06                                                                     | 11月08日 | 無敗の弁護士現る! 仲間の医療過誤 真実を暴け                    | 神田優     | 相沢秀幸 | ドラマオリジナル            | 悪性リンパ腫                                             | 11.7%  |
| STORY#07                                                                     | 11月15日 | 仲間に異変! 末期がん患者と結ぶ絆 今を生きる                    | 大北はるか | 水戸祐介 | ドラマオリジナル            | 尿管結石                                                 | 10.3%  |
| STORY#08                                                                     | 11月22日 | 白髪女子高生を救え! 叶えたい夢と病の真実!                      | 大北はるか | 清矢明子 | ドラマオリジナル            | 卵巣腫瘍（セルトリ・ライディッヒ細胞腫）                 | 10.7%  |
| STORY#09                                                                     | 11月29日 | 最終章突入! 不幸な技師 退職騒動で分裂危機!                     | 大北はるか | 西岡和宏 | ドラマオリジナル            | 膵臓損傷 腎臓動脈狭窄 鐙骨の骨折                         | 10.1%  |
| STORY#10                                                                     | 12月06日 | 胎児の小さな命を救え! ラジハ最大の挑戦へ                       | 大北はるか | 水戸祐介 | ドラマオリジナル            | 純型肺動脈閉鎖症                                         | 11.2%  |
| STORY#11                                                                     | 12月13日 | 最終回！ 旅立ちの愛しき人…蘇る記憶                             | 大北はるか | 相沢秀幸 | ドラマオリジナル RememberMe | ファブリー病                                             | 10.2%  |
| 平均視聴率 10.7%（視聴率はビデオリサーチ調べ、関東地区・世帯・リアルタイム） |          |                                                                |            |          |                             |                                                          |        |
| 特別編                                                                       | 放送日   | タイトル                                                       | 脚本       | 演出     | 原作                        | 診断結果（原因）                                         | 視聴率 |
| 特別編                                                                       | 12月20日 | 「ラジエーションハウスII」特別編                               | 大北はるか | 清矢明子 | ドラマオリジナル            | クリスマス病                                             | 8.5%   |

### 映像ソフト
- 「ラジエーションハウス〜放射線科の診断レポート〜」Blu-ray、DVD BOX　発売日：2019年10月2日
- 「ラジエーションハウスII〜放射線科の診断レポート〜」Blu-ray、DVD BOX　発売日：2022年4月20日

| フジテレビ系 月曜21時枠の連続ドラマ               | フジテレビ系 月曜21時枠の連続ドラマ                                            | フジテレビ系 月曜21時枠の連続ドラマ            |
| 前番組                                            | 番組名                                                                         | 次番組                                         |
| ------------------------------------------------- | ------------------------------------------------------------------------------ | ---------------------------------------------- |
| トレース〜科捜研の男〜 （2019年1月7日 - 3月18日） | ラジエーションハウス 〜放射線科の診断レポート〜 （2019年4月8日 - 6月17日）     | 監察医 朝顔 （2019年7月8日 - 9月23日）         |
| ナイト・ドクター （2021年6月21日 - 9月13日）      | ラジエーションハウスII 〜放射線科の診断レポート〜 （2021年10月4日 - 12月13日） | ミステリと言う勿れ （2022年1月10日 - 3月28日） |

## 映画
2021年12月6日に放送されたドラマ第10話の最後に映画化が発表され、『劇場版 ラジエーションハウス』（げきじょうばん ラジエーションハウス）のタイトルで、2022年4月29日に公開された。
キャッチコピーは「別れだけは、視えなかった。」
ドラマ版の途中からと同様、原作の話は使っていないオリジナルストーリーである。

### キャスト（映画）
- 五十嵐唯織：窪田正孝
- 甘春杏：本田翼
- 広瀬裕乃：広瀬アリス
- 軒下五郎：浜野謙太
- 威能圭：丸山智巳
- 悠木倫：矢野聖人
- 辻村駿太郎：鈴木伸之
- 甘春正一：佐戸井けん太
- 南里美：浅見姫香
- 黒羽たまき：山口紗弥加
- 小野寺俊夫：遠藤憲一
- 高橋圭介：山崎育三郎
- 高橋夏希：若月佑美
- 塚田和也：渋谷謙人
- 甘春弘美：原日出子
- 及川貴史：高橋克実
- 野山房子：キムラ緑子
- 田中福男：八嶋智人
- 灰島将人：髙嶋政宏
- 鏑木安富：浅野和之
- 大森渚：和久井映見

### スタッフ（映画）
- 原作：『ラジエーションハウス』（原作：横幕智裕 、漫画：モリタイシ 集英社『グランドジャンプ』連載）
- 監督：鈴木雅之
- 脚本：大北はるか
- 音楽：服部隆之
- 主題歌：MAN WITH A MISSION「More Than Words」（ソニー・ミュージックレコーズ）[89]
- インスパイアソング：MAN WITH A MISSION「Rain」（ソニー・ミュージックレコーズ）[90]
- 製作：小川晋一、瓶子吉久、細野義朗、松岡宏泰
- 企画：中野利幸
- プロデューサー：小原一隆、太田大、草ヶ谷大輔、玉井宏昌、和田倉和利
- ラインプロデューサー：森賢正、石塚紘太
- 撮影：江原祥二（J.S.C.）
- 照明：杉本崇
- 美術：棈木陽次
- 録音：反町憲人
- アートコーディネーター：杉山貴直、佐々木伸夫
- 装飾：千葉ゆり
- 美術プロデュース：三竹寛典
- 編集：田口拓也
- 選曲：藤村義孝
- 音響効果：壁谷貴弘
- スクリプター：稲田麻由子
- VFXスーパーバイザー：小坂一順
- カラーグレーダー：齋藤精二
- スケジュール：三條広樹
- 監督補：水戸祐介
- 監督助手：岩城隆一
- 制作担当：中山裕隆
- スーパーバイザー：五月女康作（福島県立医科大学）
- 配給：東宝
- 制作プロダクション：シネバザール
- 製作：映画「ラジエーションハウス」製作委員会（フジテレビジョン、集英社、S・D・P、東宝、FNS27社）

### テレビ放送（映画）
| 回 | 放送日       | 放送時間          | 放送局     | 放送枠   | 視聴率 | 備考         | 出典   |
| -- | ------------ | ----------------- | ---------- | -------- | ------ | ------------ | ------ |
| 1  | 2023年7月3日 | 月曜21:00 - 23:08 | フジテレビ | （なし） |        | 地上波初放送 | [ 91 ] |